# Дновський район
Дно́вський райо́н (рос. Дновский район) — муніципальне утворення в Псковській області, Російська Федерація.
Адміністративний центр — місто Дно. Район включає 6 муніципальних утворень.